# Basilica della Collegiata
Stara kraljeva vzvišena kolegijska bazilika miloščine Matere božje (italijansko Antichissima Regia ed Insigne Basilica Colleggiata di Maria Santissima dell'Elemosina), bolj znana kot Basilica della Colleggiata, je cerkev v Catanii na Siciliji v južni Italiji. Končana je bila leta 1768 in je primer sicilskega baroka.
Cerkev je bila prvič zgrajena v zgodnjem srednjem veku in obnovljena v začetku 18. stoletja, po potresu leta 1693, ki je uničil večino mesta.
Cerkev S. Maria dell’Elemosina, imenovana Collegiata, na ulici Via Etnea v Catanii je Unescova svetovna dediščina poznobaročnih mest Val di Noto.
Leta 1946 je Collegiata od papeža Pija XII. prejel naslov mala bazilika (Basilica minor).

## Arhitektura
Na mestu templja Proserpine naj bi bila v prvih stoletjih krščanstva zgrajena kapela, ki je bila posvečena Mariji milosti. Kralj Martin I. jo je leta 1396 dvignil v regia cappella in ji dal enak rang kot Cappella Palatina v Palermu. Po odobritvi papeža Evgena IV. je bil leta 1446 ustanovljen kolegijski samostan , od tod tudi ime Collegiata (= samostanska [cerkev]).
Zasnovo cerkve pripisujejo Angelu Italia (1628–1701), ki je spremenil usmeritev prejšnje zgradbe, ki jo je uničil potres, da bi bila po načrtu obnove mesta leta 2007 obrnjena proti novi ulici Uzeda (sedanja ulica Etnea). Izvedba je bila dana Antoniu Amatu. Fasada iz slonokoščenega apnenca in peščenjaka v oljčni barvi, ki jo je zasnoval poljski arhitekt Stefano Ittar (1724–1790), je eden najvidnejših primerov poznega baroka v Catanii.
Ima dve etaži, od katerih ima prva šest kamnitih stebrov, nadgrajenih z ograjo. Druga pa ima veliko osrednje okno, na straneh pa so štirje veliki kipi sv. Petra, sv. Pavla, svete Agate in svete Apolonije. Nad drugim nadstropjem je osrednji element, v katerem so zvonovi.
Do cerkve se dostopa po velikem stopnišču, pred katerim je ograja parvisa iz kovanega železa.

## Notranjost
Notranjost sledi skupnemu bazilikalnemu tlorisu z glavno in dvema stranskima ladjama, razdeljenima z dvema pilastroma in tri apside. Osrednja apsida je precej podolgovata, da se v njej nahaja župnišče.
V desni stranski ladji je krstilnica in trije oltarji s platni svetnikov. Na koncu stranskih ladij je oltar Brezmadežne, pred njim je marmornata balustrada, nad katero je marmornat kip Madone. V apsidi ladje je glavni oltar z ikono Device z otrokom, kopijo bizantinskega izvirnika v svetišču Biancavilla. Za oltarjem so lesene orgle iz 18. stoletja in lesen kor.
V levi stranski ladji je na območju apside kapela Svetega zakramenta z marmornatim oltarjem. Oboke in kupolo je leta 1896 freskopisal Giuseppe Sciuti s prizori Marijinega življenja, angelov in svetnikov.